# Estación Artur Alvim
Estación Artur Alvim es una estación de metro de la ciudad Brasileña de São Paulo, parte de la Línea 3-Roja.
Está ubicada en la Avenida Dr. Luis Aires S/N°, en la Zona Este de São Paulo.
Entró en operación el 1 de octubre de 1988, inaugurada por el gobernador Orestes Quércia al mismo tiempo que la Estación Corinthians-Itaquera de CPTM y metro.
El nombre de la estación que proviene del distrito donde está ubicada es un homenaje al Ingeniero Artur Alvim, que fue el responsable de la vía permanente de la Central do Brasil, Ramal de São Paulo, en el 1888.

## Características
Estación con entrepiso de distribución sobre la plataforma central en superficie, estructura en concreto aparente y techo espacial metálico entrelazado.
Posee acceso para portadores de discapacidades físicas a través de ascensores, rampas y pasarelas. Está integrada a una Terminal de Ómnibus Urbanos.
Tiene una capacidad de atender hasta 20 mil pasajeros por hora.
Su área construida es de 14.740 m².

## Puntos de interés y utilidad pública[2]
- Iglesia Pentecostal Avivamento Bíblico
- Iglesia Pentecostal Brasil para Cristo
- Iglesia Adventista del Séptimo Día
- Iglesia Adventista Movimiento de Reforma en Brasil
- Iglesia católica Santa Teresa
- Iglesia católica São Pedro
- Iglesia católica Divino Espirito Santo
- Iglesia católica São Francisco de Assis dos Pequeninos
- Iglesia católica Santa Luzia
- IML-Instituto Médico Legal
- Puesto de Policía Militar
- AMA UBS Manuel da Nóbrega
- 65º Distrito Policial
- Creche Municipal Parque Paineiras

## Obras de arte
La estación no forma parte del "Itinerario de Arte en las Estaciones" (Metro de São Paulo).

## Tabla
| Sigla | Estación    | Inauguración            | Capacidad                  | Integración              | Plataformas | Posición    | Comentarios                                                             |
| ----- | ----------- | ----------------------- | -------------------------- | ------------------------ | ----------- | ----------- | ----------------------------------------------------------------------- |
| ART   | Artur Alvim | 17 de setiembre de 1988 | 20 mil pasajeros hora/pico | Bilhete Único de SPTrans | Central     | Semielevada | Estructura en concreto aparente y techado espacial metálico entrelazado |

## Líneas de SPTrans
Líneas de la SPTrans que salen de la Estación Artur Alvim del Metro:
| Línea | Prefijo | Letrero Ida                            | Letrero Vuelta               |
| ----- | ------- | -------------------------------------- | ---------------------------- |
| 262   | TRO     | CPTM Sto André (Intermunicipal)        | Metro Artur Alvim            |
| 2060  | 10      | Terminal A. E. Carvalho                | Metro Artur Alvim (Circular) |
| 2702  | 10      | Vila Americana                         | Metro Artur Alvim (Circular) |
| 2702  | 21      | JD Pedro J. Nunes                      | Metro Artur Alvim (Circular) |
| 2724  | 10      | Conjunto Araucárias (Circular)         | Metro Artur Alvim            |
| 2725  | 10      | JD São Carlos                          | Metro Artur Alvim            |
| 2727  | 10      | Conj. A.E. Carvalho                    | Metro Artur Alvim            |
| 2730  | 10      | Vila Jacuí (Via Rua Terra Brasileira)  | Metro Artur Alvim            |
| 2732  | 10      | Vila Regina (Circular)                 | Metro Artur Alvim            |
| 273D  | 10      | Parque Dom João Nery                   | Metro Artur Alvim            |
| 273G  | 10      | Jardim Helena                          | Metro Artur Alvim            |
| 273L  | 10      | Jardim Moreno                          | Metro Artur Alvim            |
| 273R  | 10      | Jardim Robrú                           | Metro Artur Alvim            |
| 273U  | 10      | Vila Jacuí (Via Term A.E. Carvalho)    | Metro Artur Alvim            |
| 273X  | 10      | Jardim das Oliveiras                   | Metro Artur Alvim            |
| 273X  | 21      | Praça Lions Clube                      | Metro Artur Alvim            |
| 273X  | 41      | Conjunto Encosta Norte                 | Metro Artur Alvim            |
| 273X  | 51      | Jardim Mabel                           | Metro Artur Alvim            |
| 3718  | 10      | Jd Nova America                        | Metro Artur Alvim            |
| 3721  | 10      | Shopping Aricanduva (Via JD Marilia)   | Metro Artur Alvim            |
| 3728  | 10      | PQ Savoy City                          | Metro Artur Alvim            |
| 3734  | 10      | Cidade Lider                           | Metro Artur Alvim            |
| 3735  | 10      | JD São João                            | Metro Artur Alvim            |
| 3735  | 21      | JD São João                            | Metro Artur Alvim            |
| 3736  | 10      | JD Nsa Sra do Carmo                    | Metro Artur Alvim            |
| 3791  | 10      | Shopping Aricanduva (Via Hosp Nhocuné) | Metro Artur Alvim            |